# 페로즈 샤 코틀라

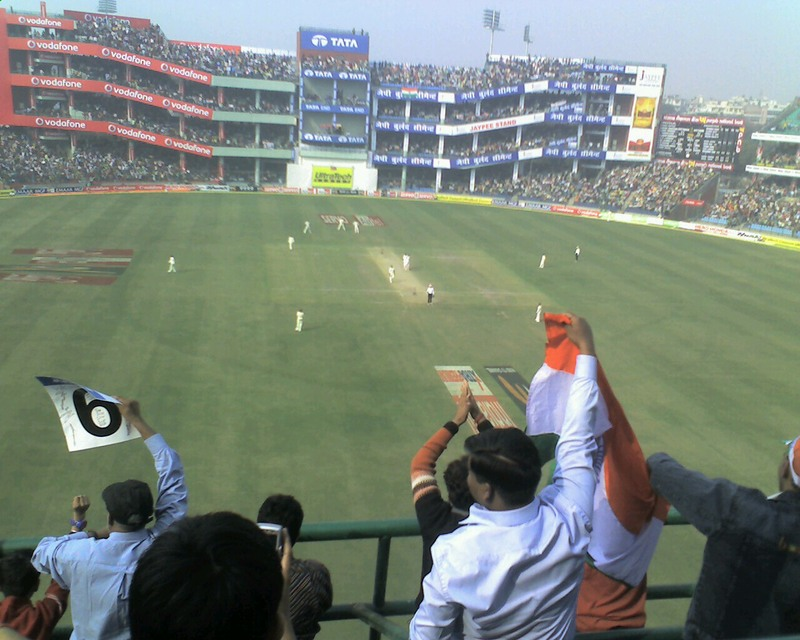
페로즈 샤 코틀라

페로즈 샤 코틀라(영어: Feroz Shah Kotla, 힌디어: फ़िरोज़ शाह कोटला, 펀자브어: ਫ਼ਿਰੋਜ਼ ਸ਼ਾਹ ਕੋਟਲਾ, 우르두어: فروز شاہ کوٹلا)는 1883년 개장한 인도 델리의 크리켓 경기장이다. 48,000명을 수용하며, 2008년부터 IPL에 참가하고 있는 델리 데어데빌스의 홈구장으로 쓰인다.